# Parodontomelus brachypterus
Parodontomelus brachypterus är en insektsart som först beskrevs av Heinrich Hugo Karny 1917.  Parodontomelus brachypterus ingår i släktet Parodontomelus och familjen gräshoppor. Inga underarter finns listade i Catalogue of Life.